# Chavanat
Chavanat é uma comuna francesa na região administrativa da Nova Aquitânia, no departamento de Creuse. Estende-se por uma área de 12,73 km². Em 2010 a comuna tinha 147 habitantes (densidade: 11,5 hab./km²).